# 大英雄天團 (電視影集)
《大英雄天團》（英語：Big Hero 6: The Series）是美國超級英雄喜劇動畫影集，由迪士尼電視動畫公司製作、《麻辣女孩》的創作者馬克·麥克科克爾和鮑伯·斯利開發。基於迪士尼改編自漫威漫畫《大英雄天團》的同名電影。該影集是電影的續集，因為它發生在電影事件之後，並使用傳統的手繪動畫。在2017年11月20日，迪士尼XD以43分鐘的《杯麵的回歸》作首播。2018年，該影集在首映之前從迪士尼XD轉移到了迪士尼頻道。該影集於2018年6月9日在迪士尼頻道正式首映兩集。

## 劇情
該影集發生在電影《大英雄天團》事件後，繼續14歲的科技天才濱田廣、由他已故的哥哥濱田正創造的具同情心的尖端機器人杯麵和他們的朋友芥末、哈妮蕾夢、蛋葆和費德一起的冒險，他們組成了超級英雄團隊「大英雄天團」，開始進行高科技冒險去保護他們的城市，免受一系列受科學強化的反派。作為舊京山技術學院（SFIT）的新神童，廣還面臨著學術挑戰和社會考驗。
該影集略微改變了電影的結局，其中的差異是凱絲阿姨知道杯麵的存在、「大英雄天團」的團隊身份仍然是公眾的秘密和廣入讀SFIT，仿佛一切都恢復正常（儘管學院為正建造了一座建築物，但廣沒有從學院獲得補助金）和廣也沒有提出大英雄天團的名字，就像電影結尾時暗示的那樣。

## 角色

### 主要角色
- 濱田廣（Hiro Hamada，由 萊恩·波特配音[5]。）(台灣配音：蔣鐵城)

一名14歲的機器人學神童，他的哥哥濱田正在舊京山技術學院（SFIT）爆炸中喪生。廣也是「大英雄天團」的成員，更有可能是該團隊的隊長。
：現時為舊京山技術學院的學生。
- 杯麵（Baymax，由史考特·艾德西特（英语：Scott Adsit）配音[5]。）(台灣配音：張至超)

最初由正創作為醫療助理的充氣機器人，但被廣重新編寫程式後會使用武術，並穿著裝有噴氣背包和翅膀的盔甲，是大英雄天團的成員之一。
因為卡米創作的同人漫畫而追加「過載模式」。
- 神行蛋葆（Go Go Tomago，由鄭智麟配音[6]。）(台灣配音：陳貞伃)

SFIT上堅強的運動型學生和大英雄天團的成員之一，擅長電磁學。在行動中使用兩個大圓盤作為輪子/冰鞋，並使用較小的光盤作為武器。
- 哈妮蕾夢（Honey Lemon，由珍妮西斯·羅德里格茲（英语：Genesis Rodriguez）配音[5]。）(台灣配音：丘梅君)

SFIT的學生，是一個化學愛好者和大英雄天團的成員之一。她會使用由化學物質製成的化學「炸彈」，不同的炸彈有不同的效果。
- 芥末（Wasabi，由凱里·佩頓（英语：Khary Payton）配音[5]。）(台灣配音：夏治世)

SFIT上聰明、有點神經質的學生，大英雄天團的成員之一。擅長激光，他的手臂上有兩個類似激光的刀片作武器。
- 費德瑞（Fred，由布魯克斯·威蘭（英语：Brooks Wheelan）配音。）(台灣配音：高德宇)

漫畫迷和SFIT的團隊吉祥物，大英雄天團的成員之一。穿著怪物外觀的服裝。他住在一幢大宅裡。
- 凱絲阿姨（Aunt Cass，由瑪婭·魯道夫（英语：Maya Rudolph）配音[5]。）(台灣配音：陳貞伃)

廣的阿姨和監護人。她痴迷於烹飪新奇菜餚，並渾然不覺廣的雙重生活。
- 希斯克利夫（Heathcliff，由大衛·肖內西（英语：David Shaughnessy）配音[5]。）(台灣配音：張至超)

費德家的管家，曾協助大英雄天團進行培訓。
- 艾里斯泰·格利（Alistair Krei，由阿蘭·圖代克配音[5]。）(台灣配音：張至超)

頂尖企業家，「格利科技」的執行長。由於在電影中被大英雄天團拯救，所以他知道他們的真實身份。
- 阿山.先生（Mr. Yama，由保羅·布里格斯（英语：Paul Briggs (animator)）配音[7]。）(台灣配音：馬伯強)

為「鬼老大」工作的臭名昭著黑幫，廣的頭號對手。
- 驚奇老闆／費雷德里克·費雷德里克森三世（Boss Awesome／Frederick Frederickson III，由史丹·李配音[5]。）

費德瑞的父親，前70年代的超級英雄。雖然從未說過他的真名，但他的兒子被揭露為費雷德里克·費雷德里克森四世，暗示了他的真實名字。因樣貌和史丹·李相似而被部份觀眾認為是劇中的化身。
於第二季第九集參與戰鬥，片尾致詞向史丹·李致詞。
- 格利的助理（Krei's Assistant，由勞拉·西爾維曼（英语：Laura Silverman）配音。）(台灣配音：曾詩淳)

一個能幹而喜歡諷刺的女人，總是待在格利的身邊。
- 濱田正（Tadashi Hamada，由丹尼爾·海尼配音[7]。）(台灣配音：馬伯強)

廣已故的哥哥，杯麵的創作人。在電影中，正被卡拉漢教授害死。
- 妖怪／勞勃·卡拉漢教授（Yokai/Professor Robert Callaghan，由詹姆士·克倫威爾配音[4]。）(台灣配音：夏治世)

罪犯，前SFIT的負責人，目前被監禁中。
雖然在監獄中說出歉意，但他知道這句說話不足以讓阿廣原諒他。

### 新角色
- 格蘭維爾教授（Professor Granville，由珍妮弗·劉易斯（英语：Jenifer Lewis）配音[5]。）(台灣配音：丘梅君)

SFIT機器人項目的新負責人，是一個嚴厲的女人，看不起耽擱時間的人和內心深處看到了廣的潛力。直到第1季最後知道「大英雄天團」他們的真實身份。
- 鬼老大（Obake，由安德魯·史考特配音[5]。）(台灣配音：鈕凱暘)

一個對大英雄天團有著奇怪的痴迷的神秘反派，實際上他曾是SFIT的學生。也是崔娜的父親。
二十年前實驗意外引起爆炸導致腦部受損，失去分辨對錯能力。格蘭維爾教授的前學生。
第一季尾被打敗後，卻拒絕杯麵的幫助而在基地下被受倒塌風險，目前未知該角色已否去逝。
- 黏呼呼／迪西（Globby／Dibs，由安迪·里希特配音[5]。）(台灣配音：馬伯強)

一個可憐的小偷在偷了哈妮蕾夢的化學手提包和實驗性神經傳遞物後，意外釋放一系列的化學物質，變成了一個黏液怪物。
曾在鬼老大手下工作，但知道鬼老大想毀滅舊京山後背叛。
第二季中一度被治癒，但後來發現自己其實很喜歡當黏液怪，在負黏呼呼出現後把自己變回黏呼呼來對抗，但最終負黏呼呼被黏呼呼吃掉。
- 布拉夫·鄧德（Bluff Dunder，由狄爾里奇·巴德配音[5]。）

以浮誇自大而聞名的舊京山新聞記者。
- 重罪卡爾（Felony Carl，由狄爾里奇·巴德配音。）

經常性出現的前罪犯，42歲，外表健壯，擁有非常有洞察力的頭腦。他的綽號顯然是由他的母親給他的。黏呼呼的唯一朋友。
- 費雷德里克太太（Mrs. Frederickson，由蘇珊·沙利文（英语：Susan Sullivan）配音[5][7]。）

富有的社交名媛母親，雖然常常因為兒子滑稽的行為感到尷尬，但她仍然愛著他。
- 理查德森·莫爾（Richardson Mole，由西恩·賈布羅（英语：Sean Giambrone）配音[5]。）(台灣配音：張至超)

一個11歲的粉絲，費德瑞在追求流行文化上的頭號對手，迷戀著蛋葆。
第二季中一度假裝跟費德瑞成為朋友來偷走其收藏。
- 梅爾·梅耶斯博士（Dr. Mel Meyers，由約翰·羅斯·博維配音[5][9]。）

為格利工作的科學家，同時也看不起他濫用自己的創作。沈迷於驚喜派對。
- 卡蜜（Karmi，由哈利·特魯配音[5]。）(台灣配音：曾詩淳)

SFIT的生物學學生，迷戀「大英雄天團」的廣卻沒看出他跟學生廣是同一人。有創作「大英雄天團」的同人漫畫。
第二季中被麗芙招攬當實習生，及後在實習過程中被她轉化怪物，她的父母認為三藩市對她不安全而搬離三藩市。
- 蒸汽男爵（Baron Von Steamer，由傑夫·班尼特（英语：Jeff Bennett）配音。）(台灣配音：馬伯強)

一個蒸汽龐克反派，驚奇老闆的頭號敵人。
- 巴布（Barb，由凱蒂·米克松（英语：Katy Mixon）配音[10]。）(台灣配音：陳貞伃)

茱妮帕爾的母親，雙人組合「高壓電」的成員。
第二季中變成電鰻人。
- 茱妮帕爾（Juniper，由蘇菲·雷諾茲配音[10]。）(台灣配音：曾詩淳)

巴布的女兒，雙人組合「高壓電」的成員。
第二季中變成電鰻人。
- 莫瑪凱斯（Momakase，由森尚子配音[4]。）

一個專業的小偷和廚師，烹飪時會使用石墨烯刀片作為武器。
- 博爾頓·格拉梅西（Bolton Gramercy，由戈登·拉姆齊配音[4]。）

一個傲慢的廚師，凱絲的競爭對手兼偶像。
- 奈德·盧德（Ned Ludd，喬恩·羅德尼斯基（英语：Jon Rudnitsky）配音。）

前房地產開發商，反對技術，目前住在繆里哈納樹林裡，跟一塊隕石同居。
- 傑克／格雷格（Jack／Greg，由羅伯·里戈爾配音。）

高科技僱傭兵隊「瘋狂傑克」的領袖，隊中所有人都名叫傑克。本名格雷格，是一個金髪的高加索人。
- 傑克（Jack，凱文·麥可·理查森配音。）

「瘋狂傑克」的成員，他是一個非裔美國人。
- 傑克（Jaq，凱莉‧肯尼-西維（英语：Kerri Kenney-Silver）配音。）

「瘋狂傑克」的成員，她擁有一把深褐色的長髮。
- 閃耀先生（Mr. Sparkles，帕頓·奧斯瓦爾特配音。）

瘋狂而自私的遊戲節目主持人。該角色源自於電影的原始概念藝術。
第二季中變成能用操縱真菌怪物的真菌人。
第三季改過自新成為了好人。
- 特雷弗·特蘭戈夫博士（Dr. Trevor Trengrove，安迪·達利配音。）

富於創造力的科學家，溫蒂 沃爾的前合夥人。
- 溫蒂 沃爾（Wendy Wower，里基·林多梅（英语：Riki Lindhome）配音。）

兒童娛樂科學家，特蘭戈夫的前合夥人。格蘭維爾教授的前學生，自稱造型是參照她。
- 迷你麵（Mini-Max，約翰·麥可·希金斯配音。）(台灣配音：鈕凱暘)

費德的機器人跟班。由阿廣創作以確保費德瑞沒有遇到任何麻煩。
- 麵條漢堡男孩（Noodle Burger Boy，盧卡斯·內夫配音[4]。）(台灣配音：馬伯強)

麵條漢堡的快餐吉祥物，被鬼老大重新編改程式。
- 麗芙 阿瑪拉（Liv Amara，瑪拉·威森（英语：Mara Wilson）配音[4]。）

億萬富翁，第二季的主要反派，利用生物技術把罪犯變成怪物。真正身份是麗芙．阿瑪拉製造出來本名戴安娜的複製人，製造目的為治癒麗芙，但為求目的不擇手段的做反令麗芙反感。
- 崔娜（Trina，由克里斯緹·卡爾森·羅馬諾（英语：Christy Carlson Romano）配音[4]。）(台灣配音：曾詩淳)

機器人大賽的玩家。其實是「鬼老大」製造的機械人女兒。
第二季升級成大型機械人，把麵條漢堡男孩當弟弟。

## 集數
| 季數 | 集数 | 集数 | 首播日期       | 首播日期       |
| 季數 | 集数 | 集数 | 首映           | 季终           |
| ---- | ---- | ---- | -------------- | -------------- |
| 1    | 22   | 22   | 2017年11月20日 | 2018年10月13日 |
| 2    | 24   | 13   | 2019年5月6日   | 2019年9月5日   |
| 2    | 24   | 11   | 2019年9月6日   | 2020年2月8日   |
| 3    | 10   | 10   | 2020年9月21日  | 2021年2月15日  |

### 第一季（2017–2018）
| 集數 | 標題                           | 導演                                    | 編劇 | 首播日期       | US收視人數 （百萬） |
| ---- | ------------------------------ | --------------------------------------- | --- | -------------- | ------------------- |
| 1    | Baymax Returns                 | Stephen Heneveld, Ben Juwono            | Written by ：Sharon Flynn, Paiman Kalayeh Storyboard by ：Trey Buongiorno, Christopher Copeland, Monica Davila, Michael Fong, Stephanie Stine, David Vantuyle, Young ki Yoon                                                                    | 2017年11月20日 | 1.51                |
| 2    | Issue 188                      | Ben Juwono                              | Written by ：Bill Motz & Bob Roth Storyboard by ：Trey Buongiorno, Ben Juwono, Max Lawson, Stephanie Stine | 2018年6月9日   | 0.65                |
| 3    | Big Roommates 2                | Kathleen Good                           | Written by ：Jeff Poliquin Storyboard by ：Aldina Dias, Kathleen Good, Jay Oliva, Kenji Ono, Alan Wan | 2018年6月9日   | 0.67                |
| 4    | Fred's Bro-Tillion             | Stephen Heneveld                        | Written by ：Sharon Flynn Storyboard by ：Stephen Heneveld, David Vantuyle, Young Ki Voon | 2018年6月10日  | 0.67                |
| 5    | Food Fight                     | Kathleen Good                           | Written by ：Noelle Stevenson Storyboard by ：Aldina Dias, Teny Issakhanian, Max Lawson, James Shur, David Vantuyle | 2018年6月10日  | 0.73                |
| 6    | Muirahara Woods                | Stephen Heneveld                        | Written by ：Sharon Flynn Storyboard by ：Monica Davila, David Vantuvle, Young Ki Yoon | 2018年6月16日  | 0.62                |
| 7    | Failure Mode                   | Kathleen Good                           | Written by ：Kenny Byerly Storyboard by ：Travis Blaise, Max Lawson, Matthew O'Callaghan, Kenji Ono, James W. Suhr | 2018年6月23日  | 0.67                |
| 8    | Aunt Cass Goes Out             | Stephen Heneveld                        | Written by ：Jeff Poliquin Story by ：Joe Ansolabehere Storyboard by ：Trey Buongiorno, Monica Davila, David Vantuyle, Young Ki Koon | 2018年6月30日  | 0.64                |
| 9    | The Impatient Patient          | Kathleen Good                           | Written by ：Bob Schooley, Mark McCorkle Storyboard by ：Monica Davila, Aldina Dias, Karen Guo, Tenny Issakhanian, James W. Suhr | 2018年7月7日   | 0.64                |
| 10   | Mr. Sparkles Loses His Sparkle | Kathleen Good                           | Written by ：Paiman Kalayen Storyboard by ：Aldina Dias, Max Lawson, Naomi Hicks, Kenji Ono, Teny Issakhanian, James W. Suhr | 2018年7月14日  | 0.62                |
| 11   | Killer App                     | Ben Juwono                              | Written by ：Daniel Dominguez Storyboard by ：Trey Buongiorno, Michael Fong, Maria Nguyen | 2018年7月21日  | 0.68                |
| 12   | Small Hiro One                 | Stephen Heneveld                        | Written by ：Jenny Jaffe Storyboard by ：David Vantuyle, Monica Davila, Young Ki Yoon | 2018年7月28日  | 0.56                |
| 13   | Kentucky Kaiju                 | Ben Juwono                              | Written by ：Sharon Flynn Storyboard by ：Karen Guo, Michael Fong, Trey Buongiorno | 2018年8月4日   | 0.62                |
| 14   | Rivalry Weak                   | Stephen Heneveld                        | Written by ：Han-Yee Ling Storyboard by ：Monica Davila, David VanTuyle, Young Ki Yoon | 2018年8月11日  | 0.62                |
| 15   | Fan Friction                   | Ben Juwono                              | Written by ：Jenny Jaffe Storyboard by ：Trey Buongiorno, Michael Fong, Karen Guo | 2018年8月18日  | 0.55                |
| 16   | Mini-Max                       | Kathleen Good, Kenji Ono                | Written by ：Paiman Kalayeh Storyboard by ：Teny Issakhanian, Ben Juwono, Max Lawson, James W. Suhr | 2018年8月25日  | 0.59                |
| 17   | Big Hero 7                     | Kenji Ono                               | Written by ：Sharon Flynn Storyboard by ：Ben Juwono, Sung Shing, Zane Yarbrough, Vince Aporo, Trey Buongiorno, Karen Guo, Miyuki Hoshikawa | 2018年9月8日   | 0.51                |
| 18   | Big Problem                    | Stephen Heneveld                        | Written by ：Jenny Jaffe Storyboard by ：Trey Buongiorno, Johnny Castuciano, David VanTuyle, Young Ki Yoon | 2018年9月15日  | 0.45                |
| 19   | Steamer's Revenge              | Ben Juwono                              | Written by ：Paiman Kalayeh Storyboard by ：Trey Buongiorno, Karen Guo, Annie Jingyi Li, Stephanie Stine | 2018年9月22日  | 0.56                |
| 20   | The Bot Fighter                | Kenji Ono                               | Written by ：Han-Yee Ling Storyboard by ：Drew Applegate, Sung Shing, Zane Yarbrough | 2018年9月29日  | 0.52                |
| 21   | Obake Yashiki                  | Stephen Heneveld                        | Written by ：Sharon Flynn Storyboard by ：Trey Buongiorno, Monica Davila, David VanTuyle, Young Ki Yoon | 2018年10月6日  | 0.46                |
| 22   | Countdown to Catastrophe       | Stephen Heneveld, Ben Juwono, Kenji Ono | Written by ：Sharon Flynn, Paiman Kalayeh, Han-Yee Ling, Jeff Poliquin Storyboard by ：Trey Buongiorno, Johnny Castuciano, Karen Guo, Chris Jimenez, Diana Kidlaied, Larry Leker, Mike Tisserand, David VanTuyle, Zane Yarbrough, Young Ki Yoon | 2018年10月13日 | 0.51                |

### 短片
| 集數 | 標題                   | 首播日期      |
| ---- | ---------------------- | ------------- |
| 1    | Baymax and Fred        | 2018年5月31日 |
| 2    | Baymax and Go Go       | 2018年6月1日  |
| 3    | Baymax and Wasabi      | 2018年6月6日  |
| 4    | Baymax and Hiro        | 2018年6月14日 |
| 5    | Baymax and Mochi       | 2018年6月18日 |
| 6    | Baymax and Honey Lemon | 2018年6月20日 |

## 海外播映
香港電視娛樂由2021年3月25日起星期四、五下午4:30於ViuTV播出，提供粵語配音，而中文字幕僅限為少部份外語對白提供翻譯。
| ViuTV 星期四、五 16:30－17:00 | ViuTV 星期四、五 16:30－17:00               | ViuTV 星期四、五 16:30－17:00 |
| ----------------------------- | ------------------------------------------- | ----------------------------- |
|                               | 大英雄聯盟 第2季 （2021年3月25日－6月17日） |                               |
| 咕嚕咕嚕魔法陣                | 悠猴救助隊                                  |                               |

## 外部連結
- 官方网站
- 互联网电影数据库（IMDb）上《大英雄天團》的资料（英文）
- 互联网电影数据库（IMDb）上《大英雄天團：杯麵的回歸》的资料（英文）
- 豆瓣电影上《大英雄天團》的資料 （简体中文）